# Bernhard Prigan
Bernhard Prigan (* um 1920; † unbekannt) ist/war ein deutscher Serienmörder, der Ende der 1940er und Anfang der 1950er Jahre mindestens drei Frauen getötet hat. 
Seine Opfer suchte er stets in unmittelbarer Nähe von Autobahnen und Hauptverkehrsstraßen. Wie viele der damals so genannten Autobahnmorde er tatsächlich begangen hat, ist unklar. Er wurde in der Presse auch als „Würger“ bezeichnet.
Am 7. November 1952 wurde Prigan in einem Dorf bei Mannheim verhaftet. Er gestand drei Morde, unter anderem den Mord an der 19 Jahre alten Schneiderin Wilma Sulzer aus Altlussheim fünf Tage zuvor. Eine am Tatort nahe der Hauptverkehrsstraße nach Mannheim gefundene Brotrinde trug zu seiner Überführung bei. Anhand dieser konnten zunächst die Brotfabrik und darüber die Händler ermittelt werden. Eine Händlerin lieferte dann den ersten Hinweis auf einen Mann mit Stirnband. An diesen erinnerte sich später ein Streifenpolizist, den Prigan nach dem Weg gefragt hatte. Noch am Tag seiner Verhaftung erschlug er in einem Waldstück die 51-jährige Hausfrau Margarethe Pohl mit einem Knüppel. Dabei wurde er von einem Schüler beobachtet. Nachdem dieser aus Angst geflüchtet war, sprach Prigan ihn an, fragte ihn nach einer Pumpe und gab ihm den Rat, nicht mehr in den Wald zu gehen, da dort „besoffene Kerle“ seien.
Am 19. Dezember 1953 wurde Prigan nach vier Verhandlungstagen zu dreimal lebenslang Zuchthaus verurteilt. Anders als heute wurde seinerzeit aus mehreren lebenslangen Freiheitsstrafen noch keine Gesamtstrafe gebildet.